# Myrcia inaequiloba
Myrcia inaequiloba là một loài thực vật có hoa trong Họ Đào kim nương. Loài này được (DC.) Lemée mô tả khoa học đầu tiên năm 1954.